# Брук, Эдвард
Эдвард Уильям Брук III (англ. Edward William Brooke III; 26 октября 1919, Вашингтон, округ Колумбия — 3 января 2015, Корал-Гейблс, Флорида) — американский политический и государственный деятель, член Республиканской партии, член Сената США от штата Массачусетс с 3 января 1967 года по 3 января 1979 года.
Родившись 26 октября 1919 года в Вашингтоне (округ Колумбия), Эдвард Брук III в 1941 году окончил Говардский университет, после чего ушёл в Армию США, прослужив пять лет на Европейском театре Второй мировой войны. Уйдя в отставку с военной службы в звании капитана, Брук завершил получение своего образования в Школе права Бостонского университета. Занявшись юридической практикой, после нескольких неудачных попыток избраться на должностные посты штата, с 1961 по 1962 год Брук занимал пост председателя финансовой комиссии Бостона, а затем избран генеральным прокурором Массачусетса. В 1966 году стал первым афроамериканцем всенародно избранным в Сенат и первым чернокожим политиком из Массачусетса, начавшим служить в Конгрессе. Переизбравшись на второй срок в 1972 году, Брук потерпел поражение в 1978 году и уступил место сенатора. После ухода из политики, он снова занялся юридической практикой, а также бизнесом. В знак признания его служения нации, 23 июня 2004 года Брук был удостоен Президентской медали Свободы, а 1 июля 2008 года — Золотой медали Конгресса. Скончался 3 января 2015 года в городе Корал-Кэйблс во Флориде, где и проживал последние годы.

## Биография

### Молодые годы
Эдвард Уильям Брук III родился 26 октября 1919 года в Вашингтоне (округ Колумбия). Он был назван в честь своего деда, отца и покойного брата, умершего в возрасте 3 лет до рождения Эдварда III. Его отцом был выпускник Говардского университета и адвокат по делам ветеранов Эдвард Уильям Брук-младший, а матерью — Хелен (Селдон) Брук. У Эдварда III была старшая сестра Хелен. Эдвард рос в городском районе для среднего класса и учился в Данбарской средней школе, считавшейся одним из самых престижных учебных заведений для афроамериканцев. После её окончания в 1936 году, он поступил на медицинский факультет в Говардский университет, но в итоге начал изучать социальные науки и политологию. В 1941 году он окончил учёбу, получив степень бакалавра наук.

### Военная служба
В 1941 году, сразу после нападения Японии на Перл-Харбор, Эдвард III вступил в Армию США в качестве второго лейтенанта. Перед отправкой на фронт Второй мировой войны, Брук в составе сегрегационного 366-го пехотного полка был размещён в Форт-Девенсе в Айере (штат Массачусетс). Как и многие чернокожие военнослужащие, Брук остро почувствовал иронию борьбы за демократию за рубежом, столкнувшись с расовой дискриминацией, так как все блага базы — бассейн, теннисные корты, и универсальный магазин — предназначались только для белых. Несмотря на отсутствие юридического образования, он получил репутацию компетентного государственного защитника и «солдатского юриста», однажды даже защитив чернокожего рядового на военном трибунале. Брук провел 195 дней со своим подразделением на Европейском театре военных действий в Италии. Он свободно разговаривал по-итальянски, благодаря чему общался с членами движения сопротивления. К концу войны, Брук получил звание капитана, а также медаль «Бронзовая звезда».

### Государственная служба

#### Первые попытки
После увольнения, вдохновившись своим юридическим опытом на фронте, в 1948 году Брук получил степень бакалавра права, а в 1949 году — степень магистра права Школы права Бостонского университета. Брук не захотел присоединяться к уже существующим юридическим фирмам, и вместо этого начал свою собственную практику в преимущественно чернокожем районе Роксбери в Бостоне. В 1950 году, по настоянию друзей по военной службе, не присоединившись ни к одной партии, он баллотировался на место в Палате представителей Массачусетса путём праймериз, как от Республиканской, так и от Демократической партии. Он выиграл у республиканцев, но проиграл на всеобщих выборах, изолировав себя от потенциального будущего у демократов. Затем Брук сделал ещё несколько попыток побороться за должности, в том числе за пост госсекретаря, но нигде не выиграл. Должность секретаря он уступил будущему мэру Бостона Кевину Уайту, что подчеркнуло потенциал Брука на лидерство в Республиканской партии. После этого он вернулся к юридической практике, зарекомендовав себя успешной работой и обогатившись профессиональными связями, помогшими ему в будущем.

#### Пост генерального прокурора Массачусетса
Губернатор Массачусетса Джон Волп стремился вознаградить Брука за его усилия и предложил ему несколько мест с наиболее судебным характером работы. Искав пост с более высокой политической значимостью, Брук в конечном итоге согласился с должностью председателя финансовой комиссии Бостона, где расследовал финансовые нарушения и обнаружил доказательства коррупции в делах города. В прессе Брук описывался как «упорствующий терьер», и сообщалось, что он «восстановил к активной жизни агентство, которое многие считали умирающим». Брук поставил на кон свои достижения на выборах Генерального прокурора Массачусетса в 1962 году, и легко одержав победу над Фрэнсисом Келли, он стал первым избранным афроамериканским генеральным прокурором любого штата США. Президент США Джон Кеннеди узнав о его победе, сказал: «Боже мой. Это большая новость для страны». На посту прокурора, Брук приобрел репутацию энергичного борца с организованной преступностью и коррупцией, возбудив дела в отношении ряда членов администрации Фостера Фурколо, обвинительное заключение против которого было снято из-за отсутствия доказательств. Он также согласовывал действия с местными отделами полиции по случаю бостонского душителя, хотя пресса насмехалась над ним за выдачу экстрасенсам разрешений на участие в расследовании.Брук принял ряд мер по защите прав потребителей, выступал за уничтожение жилищной дискриминации, и в то же время, в 1963 году вынес решение о том, что студенческий бойкот государственных школ Бостона в знак протеста против сегрегации является незаконным, войдя в конфликт с лидерами борьбы за гражданские права. После этого, писатель Джеймс Болдуин охарактеризовал его как «одного из младенцев, приводящих к разорению страны». В 1964 году он переизбрался на пост прокурора, победив Джеймса Хеннигана с 1,543,900 (67.18 %) против 746,390 (32.48 %).

#### Сенатор США
После двух сроков на посту прокурора (1962—1966), на выборах в 1966 году Брук победил бывшего губернатора Эндикотта Пибоди с 1,213,473 голосами (60,68 %) против 744,761 (38,74 %). Таким образом, Брук получил место в Сенате США, освободившееся после отставки Леверетта Салтонстэлла. В журнале «Time» было отмечено, что избрание Брука свидетельствует о «неизмеримом влиянии», так как менее 3 % от всего населения штата являлись черными, а кандидатура Пибоди также поддерживалась активистами за гражданские права. В то же время Брук заявлял: «Я не собираюсь быть национальным лидером негритянского народа. Я намерен делать свою работу как сенатор от штата Массачусетс», называя Стокли Кармайкла и Лестера Мэддокса, и тем не менее, эти исторические выборы дали ему «избирательный округ 50-го штата, базу силы, на какую никакой другой сенатор не может претендовать». В период предвыборной кампании, Брук обхаживал избирателей от обеих сторон, и пользуясь поддержкой Эдварда Кеннеди, выступал за «установление мира, сохранение свободы для всех, кто её желает, и лучшую жизнь для людей в стране и за рубежом». 3 января 1967 года, в день открытия Конгресса, Брук был приведён к присяге в сопровождении сенатора Эдварда Кеннеди под овации остальных членов Сената.
В Сенате Брук стал членом умеренного крыла Республиканской партии и организовал «Клуб в среду» прогрессивных республиканцев из сената, встречавшихся на обедах по средам и обсуждавших будущие стратегии. В 1967 году он был награждён Медалью Спингарна от Национальной ассоциации содействия прогрессу цветного населения с формулировкой — «первый афроамериканец, победивший на всенародных выборах в Сенат Соединённых Штатов с времён реконструкции». Тогда же он стал членом комиссии Кернера, созданной президентом Джонсоном для расследования причин расовых бунтов и вынесения рекомендаций на будущее. Позиции Брука, поддержавшего губернатора Мичигана Джорджа Ромни, а затем и губернатора Нью-Йорка Нельсона Рокфеллера как кандидатов в президенты на праймериз президентских выборов 1968 года против Ричарда Никсона, после победы последнего часто расходились по вопросам социальной политики и гражданских прав.

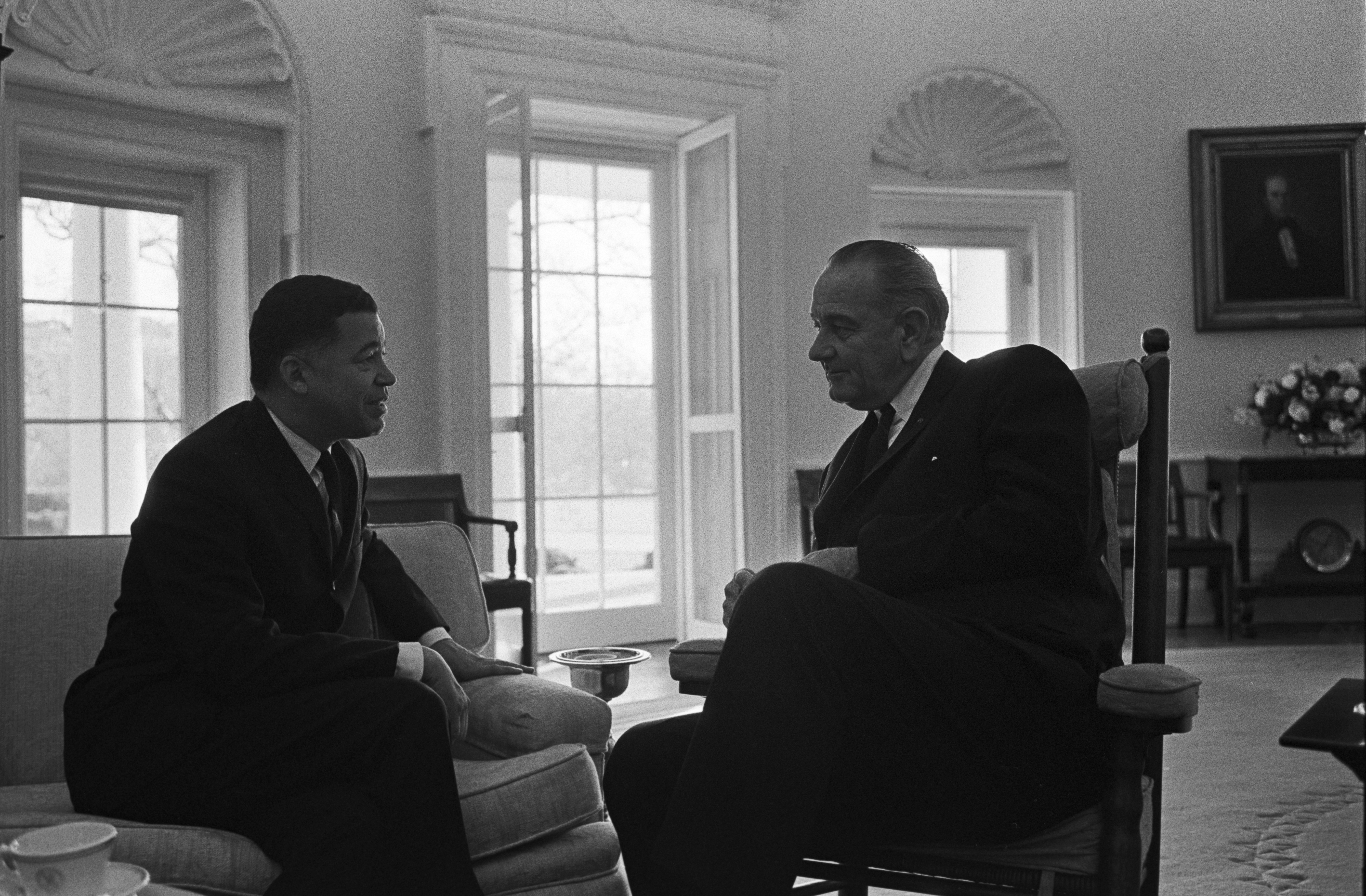
Эдвард Брук и президент США Линдон Джонсон в Овальном кабинете Белого дома в Вашингтоне, 1967 год.
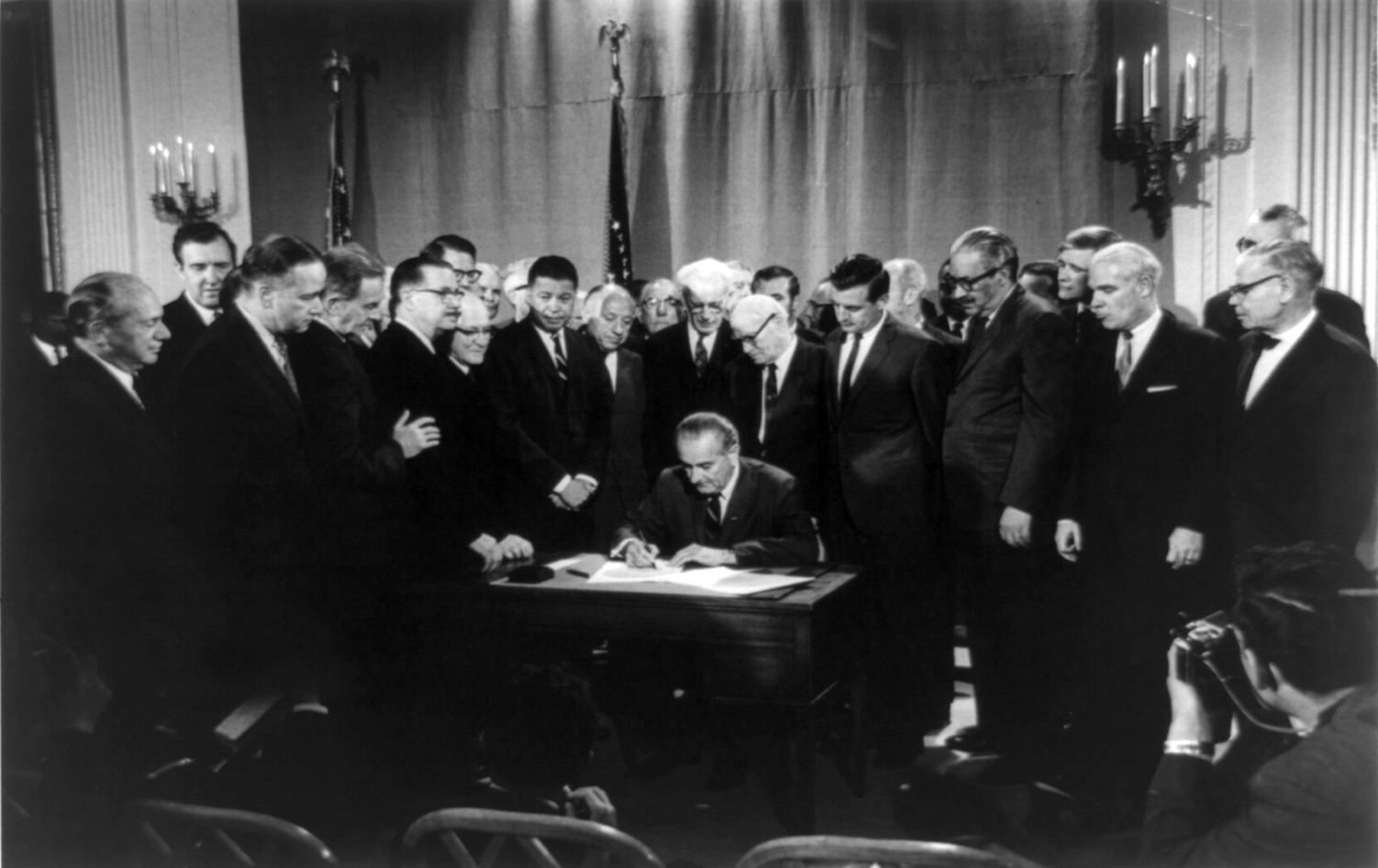
Подписание Акта о гражданских правах президентом Линдоном Джонсоном 11 апреля 1968 года. Брук стоит по правую руку от президента.

На второй год в Сенате, Брук занял место в качестве ведущего адвоката против дискриминации в сфере жилья и выступал за его доступность. Вместе с демократом из Миннесоты и соратником по Банковскому комитету Сената Вальтером Мондейлом, он стал автором Акта о гражданских правах 1968 года, запретившего дискриминацию по признаку расы, цвета кожи, религии или этнической принадлежности, с помощью которого было создано Управление по добросовестному жилищному строительству и равным возможностям. Президент Линдон Джонсон подписал Акт 11 апреля, через неделю после убийства Мартина Лютера Кинга. Параллельно, Брук призвал членов Конгресса сделать день рождения Кинга — 15 января — национальным праздником, говоря о том, что «было бы уместно отдать дань уважения этому благородному человеку, вынеся на общественное празднование его жизнь и философию». В 1969 году Конгресс принял к Акту «поправку Брука», ограничившую расходы арендаторов из своего кармана на 25 процентов от своего дохода. Помимо внутренних дел, Брук выступал против эскалации войны во Вьетнаме, в частности призывая к переговорам с Северным Вьетнамом, а также за дипломатическое признание Китайской Народной Республики.

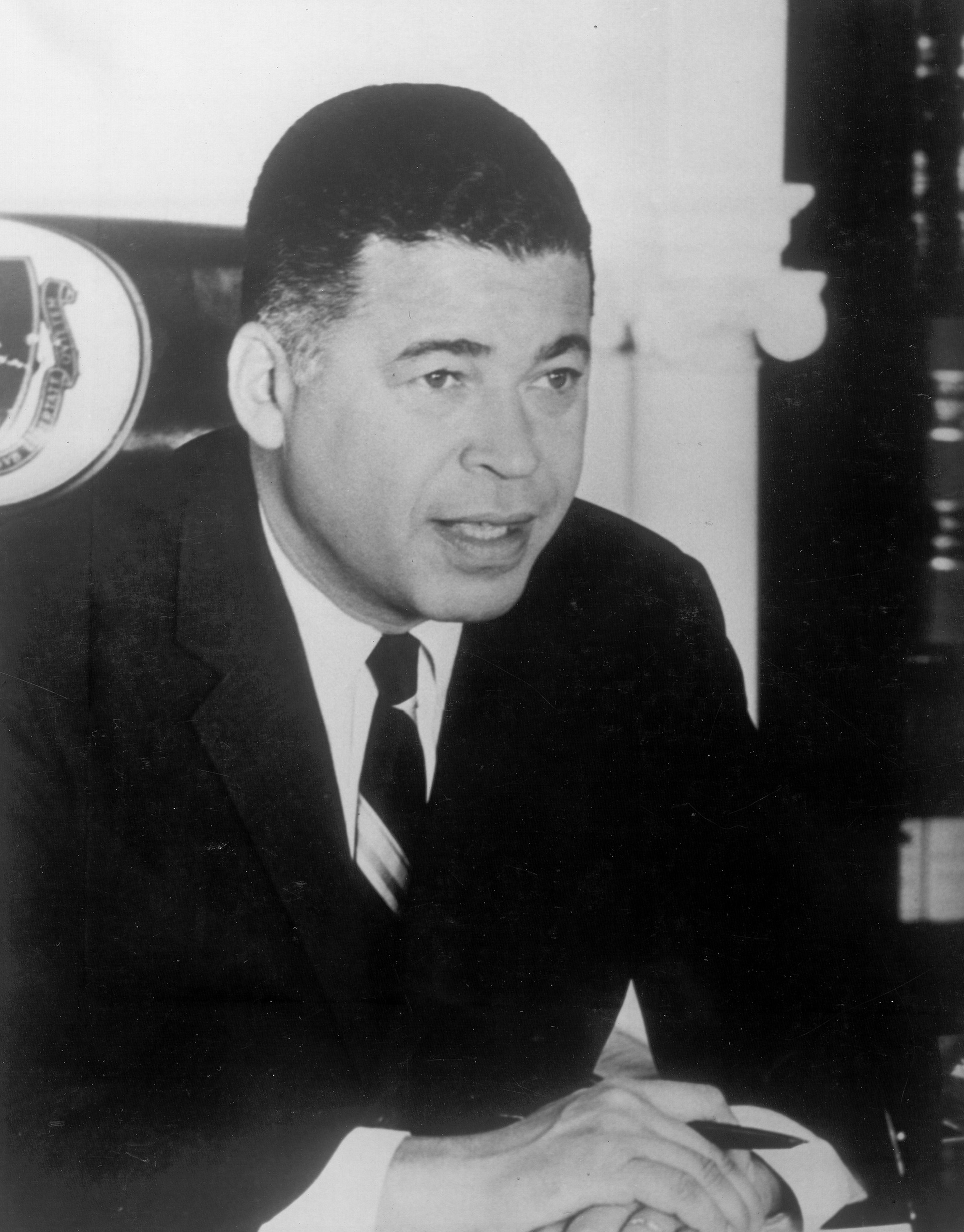
Эдвард Брук — сенатор от Массачусетса.

Первоначально, будучи сторонником президента Никсона, Брук становился все более критически настроенным к его власти. В 1969 году Брук стал лидером двухпартийной коалиции сенаторов, добившейся неудовлетворения кандидатуры Клемента Хейнсворта представленной президентом на пост судьи Верховного суда, из-за его позиции по вопросу гражданских прав. Через несколько месяцев он снова собрал достаточное количество республиканской поддержки против кандидатуры Гаррольда Карсуэлла. Затем Брук выступил против кандидатуры Уильяма Ренквиста. После этого, Никсон всё-таки назначил судьёй Гарри Блэкмана, позже ставшего автором мнения большинства по известносу делу «Роу против Уэйда». В мае 1970 года Брук отправился в Джэксон, чтобы помочь снять напряженность, возникшую после убийства сотрудниками полиции двух чернокожих студентов Джексонского государственного университета. Несмотря на разногласия с Никсоном, президент уважал способности Брука и после своего избрания предложил ему пост в правительстве или должность посла в ООН. В то же время, кандидатура Брука обсуждалась в качестве возможной замены для Спиро Агню как напарника Никсона на президентских выборах 1972 года. В то время как Никсон сохранил Агню, Брук был переизбран в 1972 году, победив демократа Джона Друни с разгромным результатом — 1,505,932 (63,53 %) против 823,278 (34,73 %).
В мае 1973 года Брук подготовил резолюцию, разрешающую генеральному прокурору назначить специального прокурора по всем уголовным расследованиям, связанных с Уотергейтским скандалом. Шесть месяцев спустя, он стал первым республиканцем, призвавшим президента Никсона уйти в отставку после «резни в субботу вечером». Брук также был одним из немногих республиканцев, назвавших помилование Никсона новым президентом Джеральдом Фородом — «серьезной ошибкой». В это время, Брук был видным республиканцем в Банковском комитете Сената, включая два мощных ассигнационных комитета: труда, здравоохранения и социальных служб, иностранных операций. На этих позициях, Брук стал инициатором принятия Акта о равном кредитовании, обеспечившим замужним женщинам право самостоятельного взятия кредита. В 1974 году Брук вместе вёл борьбу с сенатором из Индианы Берчем Баем за сохранение поправки «Раздел IX» от 1972 года к Акту о высшем образовании 1965 года, гарантирующей равные возможности получения образования для девушек и женщин.
В 1975 году Брук столкнулся с сенатором от Миссисипи Джоном Стеннисом, и в ходе «расширенной дискуссии» получил поддержку Сената на расширение и продление действия Акта о избирательных правах 1965 года. В ноябре Брук с семью коллегами по банковскому комитету отклонил кандидатуру Бенджамина Блэкбёрна в «Federal Home Loan Bank Board» из-за его оппозиции к Акту о справедливом решении жилищных вопросов 1968 года. В 1976 году Брук размышлял о возможном выдвижении своей кандидатуры на пост вице-президента на президентских выборах в качестве напарника Джеральда Форда, назвавшего его «золотым законодателем из стойкой партии лоялистов». В том же году Брук взял на себя роль защитника права на аборт. Полем битвы по этой проблеме стал комитет Сената по ассигнованиям, финансировавший программу «Medicaid». В конце концов движение в защиту жизни одержало победу, выражавшуюся в запрете финансирования абортов женщин с низким уровнем дохода, застрахованных программой «Medicaid». После этого, Брук продолжил вести борьбу против ограничений в комитете по ассигнованиям и на Конференции Палаты-Сената. В Массачусетсе поддержка Брука среди католиков упала из-за его позиции в отношении абортов, в о многом из-за консервативных телевизионных ток-шоу Ави Нельсона. В то же время, в конце своего второго срока, Брук развелся со своей женой, после чего состояние его финансов стало предметом рассмотрения в Сенате, а прокурор округа Мидлсекс Джон Керри объявил о начале расследования его отчетности, сделанных по случаю развода. Прокурор в конечном счете определил, что Брук делал ложные заявления о своих финансах в процессе развода, однако он не был обвинен в преступлении. Негативная реклама стоила Бруку некоторой поддержки во время его кампании по переизбранию в 1978 году, и он потерял своё место, отошедшее малоизвестному демократу Полу Цонгасу, победившему с 1,093,283 голосов (55,06 %) против 890,584 (44,85 %).

### Жизнь после Сената
После ухода из Сената, Брук занялся юридической практикой в Вашингтоне, в частности в партнёрстве «O’Connor & Hannan» где получал 125 тысяч долларов — по его признанию — мелочь по сравнению с зарплатой сенатора, был адвокатом в фирме «Csaplar & Bok» в Бостоне. В 1979 году Брук стал председателем Национальной коалиции социального жилья, и президент Рональд Рейган назначил его руководителем президентской комиссии по жилью. В 1983 году Брук стал членом Комитета возмещения эвакуированным японским американцам, которым рассматривались случаи обращения с японцами во время Второй мировой войны. В 1984 году он стал председателем Бостонского коммерческого банка, а через год вошёл в совет директоров авиакомпании «Grumman» будучи поклонником оперы, Брук был председателем Бостонской оперы, а также председателем исполнительного комитета Общества исполнительских искусств Вашингтона. В 1988 году Брук попал под следствие за получение 183 тысяч долларов от подрядчиков, субсидированных миллионами долларов из Министерства жилищного строительства и городского развития. В 1988 году Брук добровольно ушёл из адвокатской фирмы. В 1992 году, в соглашении о признании вины в рамках коррупционного расследования Министерства жилищного строительства и городского развития, помощник Брука Элейн Ричардсон заявила, что он ложно ответил на вопросы о том, пробовал ли ненадлежащим образом влиять на чиновников от имени владельцев недвижимости, плативших ему крупные консалтинговые сборы. Однако против Брука не было вынесено ни одного обвинения.

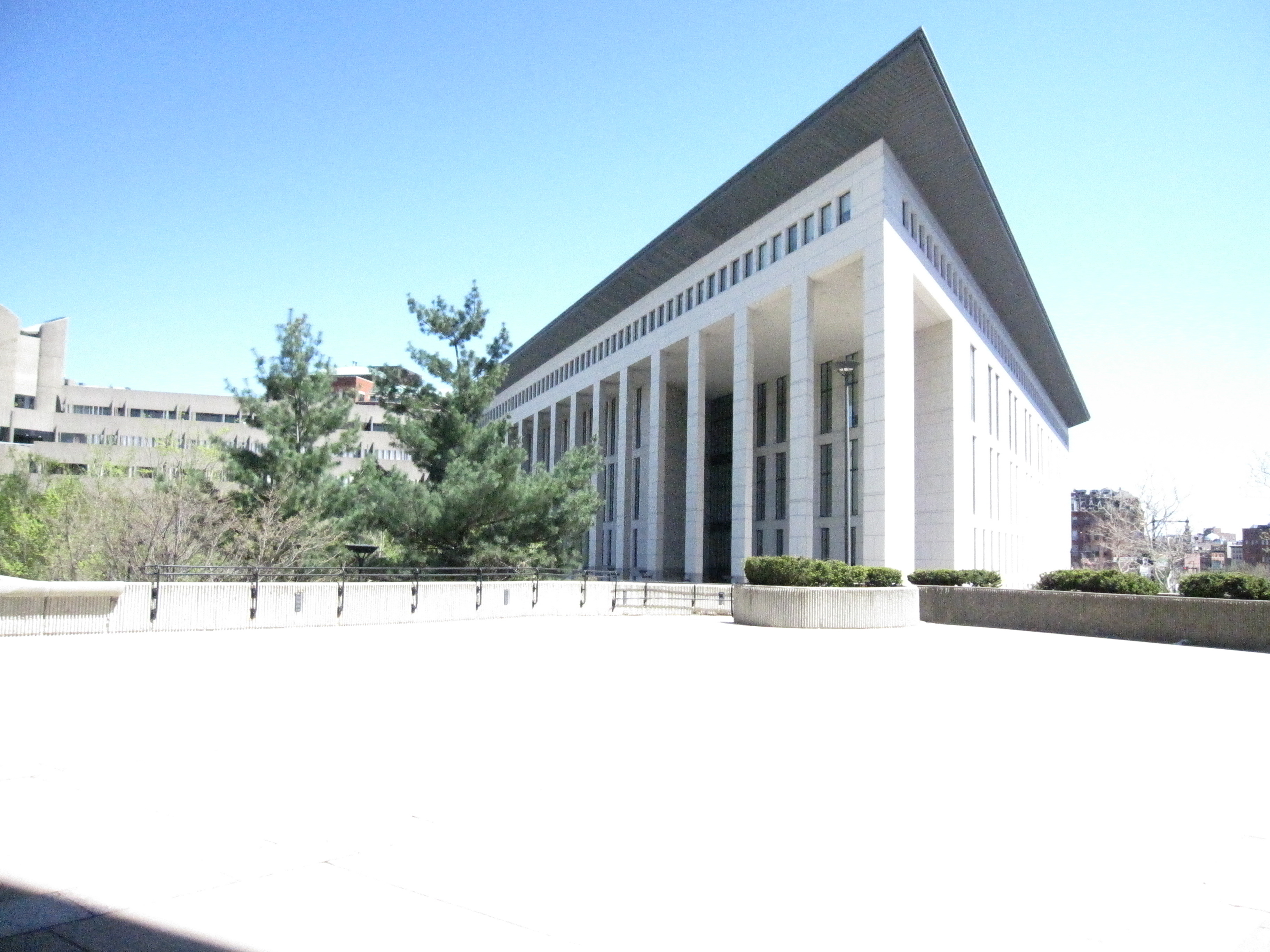
Здание Суда имени Эдварда Брука, Бостон, 2011 год

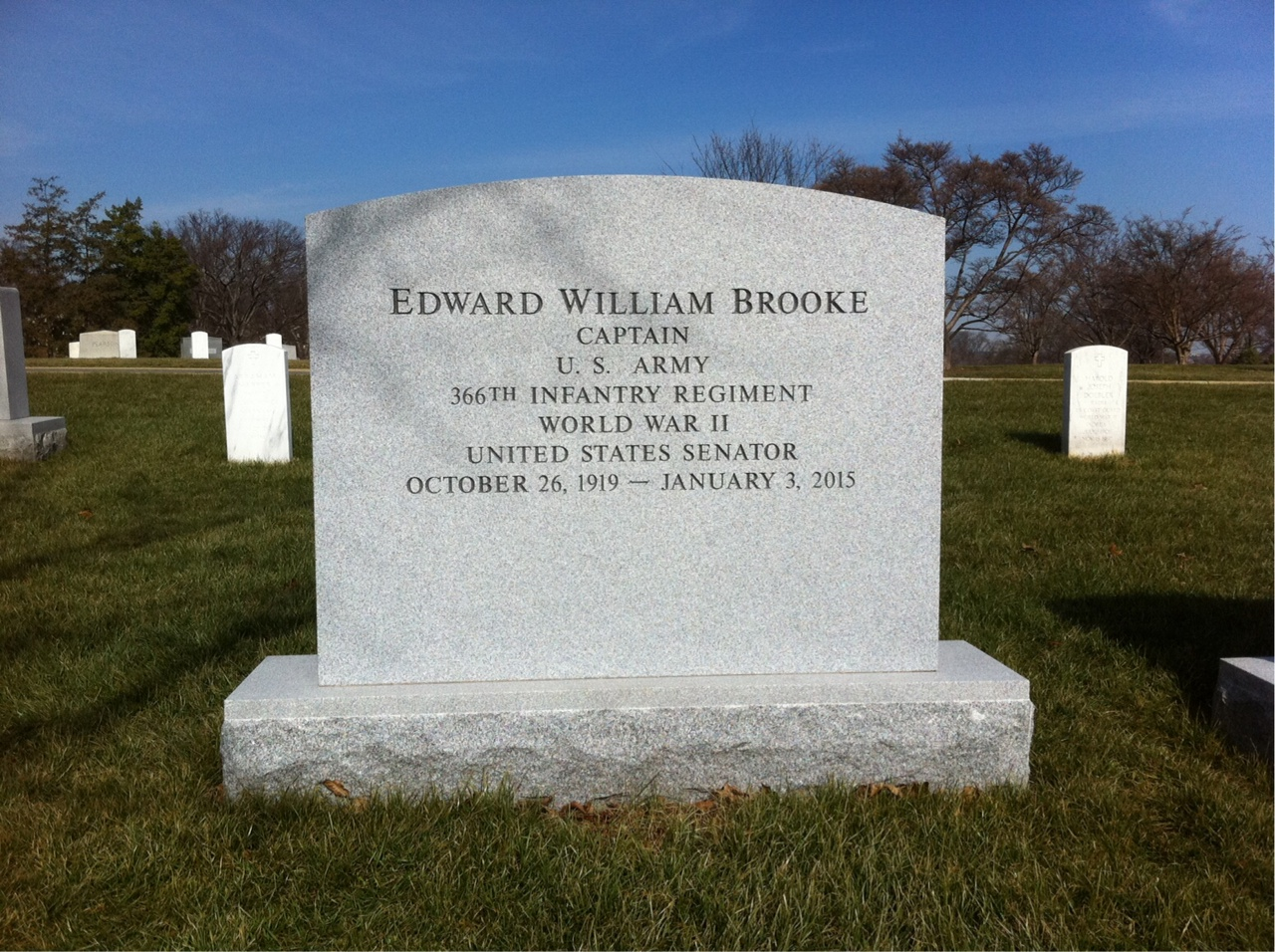
Надгробие на могиле Брука

20 июня 2000 года в честь Брука было названо здание суда в Бостоне, являющееся частью системы судов первой инстанции штата Массачусетс. В 2002 году профессор Молефи Кете Асанте поместил имя Эдварда Брука в свой список 100 величайших афроамериканцев. В том же году были основаны Чартерные школы Брука в Бостоне.
23 июня 2004 года президент Джордж Буш-младший наградил Брука Президентской медалью Свободы
В том же году он получил премию «Jeremy Nicholson Negro Achievement Award» в знак признания его выдающегося вклада в афроамериканскую общину. 29 апреля 2006 года Республиканская партия Массачусетса наградила первой ежегодной премией «Edward Brooke Award» бывшего главу администрации президента США Эндрю Карда. В 2007 году Брук выпустил в свет свою автобиографию «Bridging the Divide: My Life».
28 октября 2009 года, через два дня после своего 90-летия, Брук был награждён Золотой медалью Конгресса.

### Смерть и похороны
Эдвард Уильям Брук III скончался 3 января 2015 года в возрасте 95 лет от естественных причин в своём доме в городе Корал-Гейблс в штате Флорида. Прощание прошло в Национальном кафедральном соборе в Вашингтоне в присутствии многих американских политиков, в том числе государственного секретаря США Джона Керри, бывшего сенатора от Маассачусетса. Похоронен на Арлингтонском национальном кладбище.

## Личная жизнь
В Италии Брук познакомился с девушкой Ремиджией Феррари-Скакко. После двухлетней дальней связи, они поженились 7 июня 1947 года в Роксбери (Бостон, Массачусетс). У них было двое дочерей: Реми и Эдвина. Они развелись в 1978 году после 31 года брака, и Брук пережил свою бывшую жену.
В 1971 году на вечеринке на острове Сен-Мартен Брук познакомился с Энн Флеминг, бывшей моложе его на 29 лет, находящейся замужем и имеющей дочь. В 1979 году, через шесть месяцев после потери своего место в Сенате, Брук женился на Энн на небольшой свадебной церемонии. Через два года у них родился сын Эдвард Брук IV.
В сентябре 2002 года у Брука был диагностирован рак молочной железы, вследствие чего он принял участие в программе повышении осведомленности о данной болезни среди населения

## Общественная жизнь

### Членство в организациях
4 декабря 1937 года Брук был инициирован в братство «Alpha Phi Alpha». В 1996 году Брук стал первым председателем Совета по вопросам мировой политики — аналитического центра «Alpha Phi Alpha», цель которого заключается в расширении участия братства в политике для охвата международных проблем. В 2008 году Брук выделил благотворительному фонду братства грант на увеличение стипендий ученикам. В 2009 году Брук пожертвовал деньги на возведение Мемориала Мартину Лютеру Кингу.